# 导江县
导江县，中国古县名。在今四川省都江堰市。
唐朝武德元年（618年）以原汶山县置盘龙县，寻更名。武德三年（620年），导江县与九陇县、绵竹县置濛州。贞观二年（628年），濛州废。贞观中，改县名曰灌宁县。仪凤二年（677年），析导江县、九陇县和郫县置唐昌县。开元中复为导江县。唐朝时，隶属于彭州曾属濛阳郡。
唐朝时，以导江县灌口镇置镇静军。北宋乾德四年（966年），改镇静军为永安军，彭州所属导江县及蜀州青城县归永安军。太平兴国三年（978年），永安军改为永康军。熙宁五年（1072年），永康军废为砦；九年，复即导江县治置永康军使，隶彭州。元祐初年，如故。元朝至元十三年（1276年），以户少，与青城县同省入灌州。